# Mesothisa flaccida
Mesothisa flaccida là một loài bướm đêm trong họ Geometridae.